# Telebasis
Telebasis är ett släkte av trollsländor. Telebasis ingår i familjen dammflicksländor.

## Dottertaxa tillTelebasis, i alfabetisk ordning[1]
- Telebasis abuna
- Telebasis aurea
- Telebasis bastiaani
- Telebasis bickorum
- Telebasis boomsmae
- Telebasis brevis
- Telebasis byersi
- Telebasis carmesina
- Telebasis carminita
- Telebasis carota
- Telebasis coccinata
- Telebasis coccinea
- Telebasis collopistes
- Telebasis corallina
- Telebasis demararum
- Telebasis digiticollis
- Telebasis dominicana
- Telebasis dunklei
- Telebasis erythrina
- Telebasis filiola
- Telebasis flammeola
- Telebasis garleppi
- Telebasis garrisoni
- Telebasis gigantea
- Telebasis griffinii
- Telebasis incolumis
- Telebasis isthmica
- Telebasis limoncocha
- Telebasis livida
- Telebasis milleri
- Telebasis paraensei
- Telebasis racenisi
- Telebasis rubricauda
- Telebasis salva
- Telebasis sanguinalis
- Telebasis selaopyge
- Telebasis simulata
- Telebasis theodori
- Telebasis watsoni
- Telebasis versicolor
- Telebasis willinki
- Telebasis vulnerata